# جون بيرك (لاعب كرة قدم)
جون بيرك (بالإنجليزية: John Burke)‏ هو لاعب كرة قدم أيرلندي، ولد في 1956. لعب مع نادي شامروك روفرز.